# Florian Krage
Florian Krage (Pinneberg, 11 de janeiro de 1997) é um jogador de voleibol alemão que atua na posição de central.

## Carreira

### Clube
Krage começou a praticar voleibol quando tinha 13 anos. Ingressou na Bundesliga em 2016, quando foi contrato pelo SVG Lüneburg. Na temporada 2018–19, foi vice-campeão da Copa da Alemanha ao ser derrotado na final pelo VfB Friedrichshafen por 3 sets a 0.
Em 2021, o central assinou contrato com o Cuprum Lubin para disputar o Campeonato Polonês. Ao términod da temporada, Krage se transferiu para o voleibol francês para disputar a Ligue A vestindo a camisa do Spacer's Toulouse Volley.
Para a temporada 2024–25, o central assinou com o multicampeão alemão Berlin Recycling Volleys para disputar a primeira divisão da Bundesliga.

### Seleção
Krage foi convocado para defender a seleção adulta alemã no Campeonato Europeu de 2021 onde foi derrotado pela seleção italiana nas quartas de final por 3 sets a 0.
Em 2023, o central contribuiu para a classificação da seleção alemã para os Jogos Olímpicos de 2024 no Torneio Pré-Olímpico de 2023.

## Clubes
| Anos      | Clube                    |
| --------- | ------------------------ |
| 2016–2021 | SVG Lüneburg             |
| 2021–2023 | Cuprum Lubin             |
| 2023–2024 | Spacer's Toulouse Volley |
| 2024–     | Berlin Recycling Volleys |